# Miloš Bugár
Miloš Bugár (25. května 1899 Vrútky – 12. října 1959 Modra) byl slovenský a československý politik a poválečný poslanec Ústavodárného Národního shromáždění za Demokratickou stranu. Již před únorovým převratem roku 1948 byl politicky pronásledovaný a vězněný.

## Biografie
Profesí byl právníkem, v prvorepublikovém období byl členem ČSL, v obecních volbách v roce 1938 zvolený členem zastupitelstva města Bratislavy a tajemníkem ČSL na Slovensku.
V parlamentních volbách v roce 1946 se stal členem Ústavodárného Národního shromáždění za Demokratickou stranu. V parlamentu setrval formálně do parlamentních voleb v roce 1948.
Na jaře 1946 poté, co Demokratická strana uzavřela takzvanou aprílovou (dubnovou) dohodu, v níž programově a personálně vyšla vstříc katolickému táboru, se stal členem užšího předsednictva Demokratické strany a jedním ze tří jejích generálních tajemníků (dále Ján Kempný a Fedor Hodža). Bugár s Kempným jako katolíci tak vyvtářeli protiváhu Hoždovi coby členu evangelické církve augsburského vyznání. V této době se uvádí i jako místopředseda strany. Vzhledem ke své katolické příslušnosti měl blízko k předsedovi lidovců Janu Šrámkovi, který ho hájil před útoky slovenských komunistů.
V roce 1947 byl zatčen v rámci mocenského a policejního tlaku KSČ, respektive KSS, vůči nekomunistické politické scéně. V září 1947 začali slovenští komunisté upozorňovat na domnělé protistátní spiknutí bývalých ľudáků. 24. září 1947 otiskla slovenská Pravda oficiální prohlášení, ve kterém zařadila mezi spiklence i významné politiky Demokratické strany Miloše Bugára a Jána Kempného. České nekomunistické strany podpořily Bugára a Kempného a vynutily si mimořádné zasedání Národní fronty. Slovenští komunisté stupňovali protestní akce a nakonec si v listopadu 1947 vynutili rekonstrukci složení slovenských orgánů a oslabení pozic Demokratické strany. Bugár byl mezitím vyšetřován policií. Odmítal obvinění a počátkem roku 1948 sice Státní bezpečnost dokončila většinu výslechů, ale otálela s předáním kauzy soudu, protože důkazy nebyly přesvědčivé a někteří svědci odvolávali své výpovědi učiněné pod nátlakem. Až po únorovém převratu v roce 1948 pak Bugár spolu s dalšími slovenskými nekomunistickými politiky stanul před soudem. 15. května 1948 byl odsouzen na jeden rok. Relativně mírné tresty obdrželi i další souzení v rámci kauzy ľudáckého spiknutí. Bugár byl nakonec už 19. června 1948 propuštěn na základě amnestie, kterou vyhlásil nový prezident republiky Klement Gottwald. Historik Jan Rychlík to přičítá faktu, že krátce po únorovém převratu ještě justice nebyla zcela zmanipulována, a také tomu, že samotný komunistický režim ztratil po vítězství v převratu zájem na dalším rozvratu slovenské nekomunistické scény a jejích politiků.